# Foggiai dialektus
A foggiai dialektus (saját elnevezése fuggiànë, olaszul foggiano) az olaszországi Puglia régió Foggia városában körülbelül százhatvanezer ember által használt újlatin (délolasz) nyelvjárás, pontosabban az italo–dalmát nyelvek közé tartozik. Közelebbi rokonságban a nápolyi nyelvjárásokkal áll. Keletkezése a rómaiak által ott beszélt vulgáris latin dialektusokra vezethető vissza. A pugliai dialektusok – a regionális nyelvként elismert nápolyi nyelvvel szemben – az olasz nyelv déli változatainak számítanak.

## Jellemzői
A sztenderd olasz nyelvtől eltérően a foggiai dialektusban az allofónokkal együtt 14 magánhangzó is lehetséges. Legjellemzőbb az alig ejtett elmosódott ö-szerű hang, a schwa, amelyet írásban az ë jelöl.
A mássalhangzó-állomány sajátossága, hogy a nazális utáni /p, t, k/ zöngésült: kumbagnë (olaszul compagno) ’társ’, angorë (olaszul ancora) ’még’, dendë (olaszul dente) ’fog’.
Szintaktikai sajátosságai közé tartozik, hogy – az olasszal ellentétben – a tárgyesetet élőlényre vonatkozóan az a elöljárószó vezeti be (mint a spanyolban): è vist’a MMarië? (olaszul: Hai visto Mario?, spanyolul: ¿Has visto a Mario?) ’Láttad Máriót?’